# Artaxerxes II de Pèrsia
|  | Per a altres significats, vegeu «Artaxerxes II (sassànida)». |

Artaxerxes II Mèmnon (vers 436 aC – 358 aC) fou rei de reis de l'Imperi Persa del 404 aC fins que va morir 358 aC. Era fill de Darios II Notos i el va succeir a la seva mort. Entre les seves obres cal esmentar la restauració del palau de Darios I el Gran a Susa i fortificacions a Ecbàtana, a més de moltes construccions a Persèpolis. Egipte es va fer independent al començament del seu regnat.

## Regnat
El seu germà Cir el Jove, sàtrapa de Sardes, aspirava a ocupar el tron i es va revoltar el 404 aC però fou derrotat. Artaxerxes el va perdonar i el va confirmar com a sàtrapa de Sardes, però Cir no va deixar de conspirar i va començar a reclutar mercenaris grecs: el 401 aC al front d'un exèrcit amb milers de grecs, va marxar cap a Babilònia, però el seu germà li va sortir al pas amb forces perses. Els exèrcits es van trobar a la plana de Cunaxa (3 de setembre del 401 aC) i en la batalla va morir Cir; els perses del seu bàndol llavors van deixar de lluitar i els mercenaris grecs es van haver de retirar cap al seu país en una llarga marxa coneguda com la Marxa dels deu mil, descrita per un d'ells, de nom Xenofont, al seu llibre l'Anàbasi.
Tissafernes va recuperar la seva satrapia de Sardes, però més tard el rei en va desconfiar i el va fer matar (395 aC) per Tiraustes o Tritaustes que va ocupar el seu lloc. El 394 aC els perses van obtenir una gran victòria a Cnidos i moltes ciutats gregues es van sotmetre a Pèrsia. Tritaustes fou substituït el 393 aC per Tirabazos que va afavorir un congrés de pau a Sardes, però no es va aconseguir res, fou destituït i el seu lloc el va ocupar Autofràdates; es va crear la satrapia de Jònia per integrar les ciutats gregues que fins llavors depenien de la satrapia de Lídia (Sardes) i Estrutes va ser nomenat al capdavant de la nova satrapia, mentre Hecatomnos fou nomenat com a sàtrapa de Cària, sense dependre de Lídia. La gran victòria d'Estrutes sobre una expedició espartana a l'Àsia Menor dirigida per Tibró, en la qual van morir vuit mil espartans (inclòs Tibró), no va impedir la seva destitució el 389 aC i el seu lloc el va ocupar Tirabazos, antic sàtrapa de Sardes.
El 389 aC el rei Evàgores I de Xipre es va revoltar quan els perses van restablir a nou prínceps locals de l'illa. Aquestos prínceps, tots ells lleials a Pèrsia, foren atacats per Evagores, i van demanar ajut que els fou concedit per Auotfràdates de Lídia i Hecatomnos de Cària, però en general la guerra fou favorable a Evagores. Vers aquest any es va produir una revolta local a Psídia (que va durar fins vers el 380 aC) i potser també una a Cilícia.
El 387 aC Antàlcides va viatjar a Susa per conèixer les condicions de pau del rei de Pèrsia, acompanyat pel sàtrapa Tirabazos de Jònia, però com que les condiciones del rei de reis foren desfavorables pels adversaris d'Esparta aquests es van negar a entrar-hi, i es va signar la pau d'Antàlcides només entre Esparta i Pèrsia. Les condicions del rei foren: "Les ciutats gregues de l'Àsia Menor han de pertànyer a Pèrsia, així com les illes de Clazòmenes i Xipre; les ciutats gregues grans i petites han de ser autònomes excepte Lemnos, Imbros i Esciros que com en temps antics, han de pertànyer a Atenes; Pèrsia farà la guerra per terra i per mar a qui no accepti aquesta pau.". Finalment els oposats a la pau la van acceptar i llavors es va dir "pau del rei", i es va acordar un congrés per decidir els detalls, que se celebraria a Esparta. El congrés es va fer el 386 aC que va reconèixer la pau i en va fixar els detalls.
El 380 aC una revolta que havia esclatat entre els àrabs de Palestina va quedar sufocada. Tirabazos de Jònia va desembarcar a Xipre i va assetjar a Evagores a Salamina, i el rei va haver de capitular quedant restablert el domini persa a l'illa. Evagores fou reconegut rei tributari el 376 aC mitjançant un tractat, amb el mateix rang que els altres nou reis; fou assassinat el 374 aC i el va succeir el seu fill Nicocles.
Egipte s'havia independitzat sota els prínceps de Sais, al començament del regnat d'Artaxerxes II (vers el 404 aC) i el 379 aC el rei va iniciar els preparatius per sotmetre de nou el país. Els preparatius foren molt lents. Els atenencs van enviar com assessor al general Ifícrates. La invasió es va fer el 373 aC però els perses foren rebutjats a Pelúsion i un atac pel braç del Nil a Mendes, en direcció a Memfis, fou igualment rebutjat.
El 377 aC va morir el sàtrapa Hecatomnos de Cària i el va succeir el seu fill Mausol que al cap d'un temps va moure la seva capital de Milasa a Halicarnàs, preparant ja una rebel·lió.
El 374 aC es van revoltar els Caducis, un poble de la vora de la mar Càspia, sota la direcció de dos caps. Tirabazos, el sàtrapa de Jònia, fou encarregat de sotmetre'ls i va fer creure a cadascun dels caps que l'altra estava disposat a fer la pau, estratagema que li va permetre fer la pau amb els dos. En aquest any Datames, sàtrapa de Capadòcia (esmentada també com Leucosíria) va sufocar la revolta del sàtrapa de Paflagònia, Tios, i també la del sàtrapa de Cataònia (Capadòcia occidental) Aspis. Acusat Datames del fracàs de l'expedició a Egipte es va proclamar independent i va governar sobre Leucosíria, Paflagònia, Cataònia i Psídia; el sàtrapa de Lídia, Autofràdates el va atacar el 362 aC, però fou derrotat i va haver de pactar amb Datames. Aquest va ser assassinat a traïció, si bé la successió la va recollir el seu fill Ariamnes II.
Es va produir una revolta dels sàtrapes de l'Àsia Menor. Ariobarzanes de Frígia es va aliar a Atenes i més tard a Esparta. Molts sàtrapes van participar en l'aixecament. Ariobarzanes II del Pont, es va fer independent. Altres rebels foren el sàtrapa de Mísia Orontes, el de Capadòcia, Datames, i el de Bitínia, Bas.
Cap al final del seu regnat van esclatar disputes per la successió entre els seus fills Ocos i Darios. Artaxerxes II va decidir nomenar hereu a Darios, però en canvi no li va donar a una cortesana de gran bellesa de nom Aspàsia de Focea, que Artaxerxes volia per a ell mateix. Darios llavors va preparar un complot que fou descobert i li va costar la vida. Ocos fou nomenat hereu (va aconseguir també la mort per assassinat de dos germans més: Ariaspes i Arsames) i li fou encarregat de sotmetre l'Àsia Menor on alguns sàtrapes estaven en rebel·lió. Orontes de Mísia es va sotmetre. Ocos va entrar llavors a Frígia on el sàtrapa Artabazos va haver de fugir. La rebel·lió es va donar per acabada.
El 358 aC va morir Artaxerxes, i Ocos es va proclamar rei amb el nom de Artaxerxes III Ocos. Només accedir al tron va fer matar 80 prínceps que li podien disputar el tron.
| Precedit per: Darios II de Pèrsia Ocos i Nothus | Imperi Persa (Dinastia Aquemènida) | Succeït per: Artaxerxes III Ocos |